# Общественная палата Удмуртской Республики
Общественная палата Удмуртской Республики (Общественная палата УР, Общественная палата Удмуртии, на удмуртском — Удмурт Элькунысь Мер Инег) — общественная палата субъекта Российской Федерации, институт гражданского общества, коллективный консультативно-совещательный орган в Удмуртской Республике, созданный в 2007 г. Общественная палата УР призвана обеспечить согласование общественно значимых интересов граждан, некоммерческих организаций, органов государственной власти Удмуртской Республики и органов местного самоуправления для решения наиболее важных вопросов экономического и социального развития Удмуртской Республики, защиты прав и свобод граждан, развития демократических институтов (ст. 2 Закона Удмуртской Республики «Об Общественной палате Удмуртской Республики» 28 декабря 2016 г. № 98-РЗ).
| Общественная палата Удмуртской Республики | Общественная палата Удмуртской Республики |
| ----------------------------------------- | ----------------------------------------- |
| Год создания:                             | 2007                                      |
| Тип:                                      | Консультативно-совещательный орган        |
| Число участников:                         | 48                                        |
| Председатель:                             | Шахтина Юлия Германовна                   |
| Адрес:                                    | г. Ижевск, ул. Пушкинская, д.214          |
| Сайт:                                     | https://op.udmurt.ru/                     |

## История
Идея создания Общественной палаты УР была подержана Президентом Удмуртской Республики Александром Волковым, который выступил с инициативой принятия Закона Удмуртской Республики «Об Общественной палате Удмуртской Республики» от 8 декабря 2006 г. № 55-РЗ.
В первый состав Общественной палаты УР вошли 47 членов — это лидеры общественных объединений, ученые, религиозные деятели и др.
Первое заседание Общественной палаты УР состоялось в Резиденции Президента Удмуртской Республики 15 ноября 2007 г.
Сергей Бехтерев и Людмила Бехтерева связывают формирование Общественной палаты УР с «…очередным этапом развития гражданского общества» и отмечают среди целей государственной политики «…осуществление на площадке Общественной палаты УР постоянных коммуникаций органов власти с экспертным сообществом и широкой общественностью».
Алексей Загребин и Игорь Поздеев приходят к выводу, что Общественная палата УР является «…ключевым элементом региональной системы общественного контроля» и что «в существующих условиях — это один из удачных примеров взаимодействия сфер государства и гражданского общества».
Создание Общественной палаты УР называется в качестве значимого события в литературе, посвященной анализу политической, экономической и культурной жизни Удмуртской Республики
Первый и второй составы Общественной палаты УР по социально-демографическим и социально-профессиональным признакам являлись предметом научного исследования в Удмуртском государственном университете.
В 2016 г. принят новый Закон Удмуртской Республики «Об Общественной палате Удмуртской Республики» 28 декабря 2016 г. № 98-РЗ, что связано с развитием в этот период законодательства об общественном контроле и региональных общественных палатах на уровне Российской Федерации, а именно с принятием Федерального закона «Об общих принципах организации и деятельности общественных палат субъектов Российской Федерации» от 23.06.2016 № 183-ФЗ; кроме того, двумя годами ранее, в 2014 г. принят Федеральный закон «Об основах общественного контроля в Российской Федерации» от 21.07.2014 № 212-ФЗ.
В 2020 г. Общественная палата УР стала инициатором принятия Закона Удмуртской Республики «Об общественном контроле в Удмуртской Республике» от 23 ноября 2021 г. № 118-РЗ, который должен «…способствовать повышению эффективности участия общественности в реализации государственной политики в различных отраслях, а также поможет повысить качество оказания услуг населению».

## Деятельность
Деятельность Общественной палаты УР освещается на официальном сайте в сети Интернет, а также в открытых группах в социальных сетях ВКонтакте и Одноклассники.
Общественная палата УР позиционирует себя как «открытая диалоговая площадка, где организуется:
— открытое обсуждение актуальных вопросов общества;
— общественная экспертиза законов и решений власти;
— ресурсный центр для НКО».
В 2020—2022 гг. на пленарных заседаниях Общественной палаты УР обсуждены проблемы развития гражданского общества, общественного контроля, молодёжной политики, экологии и жилищно-коммунального хозяйства, поддержки материнства и детства, образования, физической культуры и спорта, сохранения памятников и мемориалов, посвященных Великой Отечественной войне и др.
Деятельностью Общественной палаты охватывается подготовка ежегодных Докладов о состоянии гражданского общества в Удмуртской Республике, проведение Гражданского Форума Удмуртской Республики, организация общественного наблюдения за выборами, участие в формировании общественных советов при органах власти, «нулевые чтения» законопроектов, поддержка работы Общественной наблюдательной комиссии Удмуртской Республики по осуществлению общественного контроля за обеспечением прав человека в местах принудительного содержания и содействия лицам, находящимся в местах принудительного содержания.
Члены Общественной палаты УР осуществляют свою деятельность на общественных началах (п. 3 ст. 8 Закона Удмуртской Республики «Об Общественной палате Удмуртской Республики» 28 декабря 2016 г. № 98-РЗ). Статус члена Общественной палаты УР несовместим со статусом лица, замещающим государственные должности Российской Федерации, должности федеральной государственной службы, государственные должности субъектов Российской Федерации, должности государственной гражданской службы субъектов Российской Федерации, должности муниципальной службы, а также лица, замещающего муниципальные должности (подп. 1 п. 2 ст. 8 того же закона).

## Составы
Первый состав Общественной палаты УР проработал с 2007 по 2009 годы, второй состав — с 2010 по 2012 годы. Председателем Общественной палаты УР I и II составов являлся Валентин Кудинов.
Третий состав Общественной палаты УР проработал с 2013 по 2015 годы. Председателем Общественной палаты УР III состава являлся Александр Фоминов.
Четвёртый состав Общественной палаты УР проработал с 2016 по 2018 годы. Председателем Общественной палаты УР IV состава являлся Павел Вершинин.
Пятый состав Общественной палаты УР проработал с 2019 по 2021 годы. Председателем Общественной палаты УР V состава являлся Рашид Хуснутдинов.
Шестой состав Общественной палаты УР проработал с 2022 по 2024 годы. Председателем Общественной палаты УР VI состава являлась Светлана Малышева.
Седьмой состав Общественной палаты УР приступил к работе в 2025 г. Председателем Общественной палаты УР VII состава избрана Юлия Шахтина.
В разные годы в Общественную палату УР входили известные политики, общественные деятели, ученые, журналисты, юристы, деятели образования, культуры и спорта. В их числе Семён Бунтов, Владимир Владыкин, Пётр Ёлкин, Митрополит Викторин, Александр Радевич, Анетта Сидорова, Николай Стрелков, Тамара Тихонова, Валентин Тубылов, Иван Черезов, Андрей Ураськин, Николай Шишкин, Аркадий Юшков.

## Доклады о состоянии гражданского общества
Общественной палатой УР выпущено девять докладов о состоянии гражданского общества:
— Доклад о состоянии гражданского общества в Удмуртской Республики в 2016 году.
— Доклад о состоянии гражданского общества в Удмуртской Республики в 2017 году.
— Доклад о состоянии гражданского общества в Удмуртской Республики в 2018 году.
— Доклад о состоянии гражданского общества в Удмуртской Республики в 2019 году.
— Доклад о состоянии гражданского общества в Удмуртской Республики в 2020 году.
— Доклад о состоянии гражданского общества в Удмуртской Республики в 2021 году.
— Доклад о состоянии гражданского общества в Удмуртской Республике в 2022 году
— Доклад о состоянии гражданского общества в Удмуртской Республике в 2023 году
— Доклад о состоянии гражданского общества в Удмуртской Республике в 2024 году
В докладах обобщаются тенденции и проблемы развития гражданского общества в Удмуртской Республике, приводится отраслевая статистика некоммерческого сектора, освещается деятельность социально ориентированных НКО, результаты реализации социальных проектов НКО и гражданских активистов, а также деятельность самой Общественной палаты УР и других общественных структур.